# Manuscrisele de la Marea Moartă

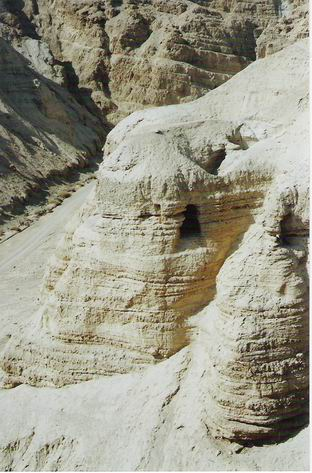
Grotele de la Qumran

Manuscrisele care au fost descoperite între 1947 și 1956 în mai multe grote de lângă Khirbet Qumran datează din perioada 250 î.Hr. - 70 d.Hr. și au rămas în istorie sub denumirea de "Manuscrisele de la Marea Moartă".

## Suportul
Textele, scrise în ebraică și aramaică pe piei tăbăcite și papirusuri, sunt expuse la muzeul „Israel” din Ierusalim. A fost descoperit și un manuscris  din cupru.

## Conținuturi
Fragmentele descoperite alcătuiesc circa 900 scrieri și au aparținut sectei ascetice a esenienilor, care număra circa 4000 de membri.
Scrierile conțin   copia completă a cărții lui Isaia, texte de rugăciuni, interpretări biblice, fragmente de poezii, texte de înțelepciune, dar și o listă a tuturor locurilor funerare unde erau ascunse obiectele sacre și profane ce alcătuiau tezaurul Templului de la Ierusalim, înainte de a fi distrus de către romani în anul 70 d.Hr.
În Cartea lui Enoh și Cartea Jubileelor este transmis un calendar aproape în întregime solar și total diferit de cel sacerdotal și de cel seleucid.
În timp ce unele dintre manuscrisele biblice din Qumran sunt aproape identice cu textul masoretic, sau tradițional, ebraic al Vechiului Testament, unele manuscrise din cărțile Exodul și Samuel găsite în Peștera Patru prezintă diferențe dramatice atât în limbaj, cât și în conținut. În gama lor uimitoare de variante textuale, descoperirile biblice de la Qumran i-au determinat pe cercetători să reconsidere teoriile odată acceptate ale dezvoltării textului biblic modern din doar trei familii de manuscrise: a textului masoretic, a originalului ebraic al Septuagintei și al Pentateuhului samaritean. Acum devine din ce în ce mai clar că scriptura Vechiului Testament a fost extrem de fluidă până la canonizarea sa în jurul anului 100 d.Hr.

## Imagini

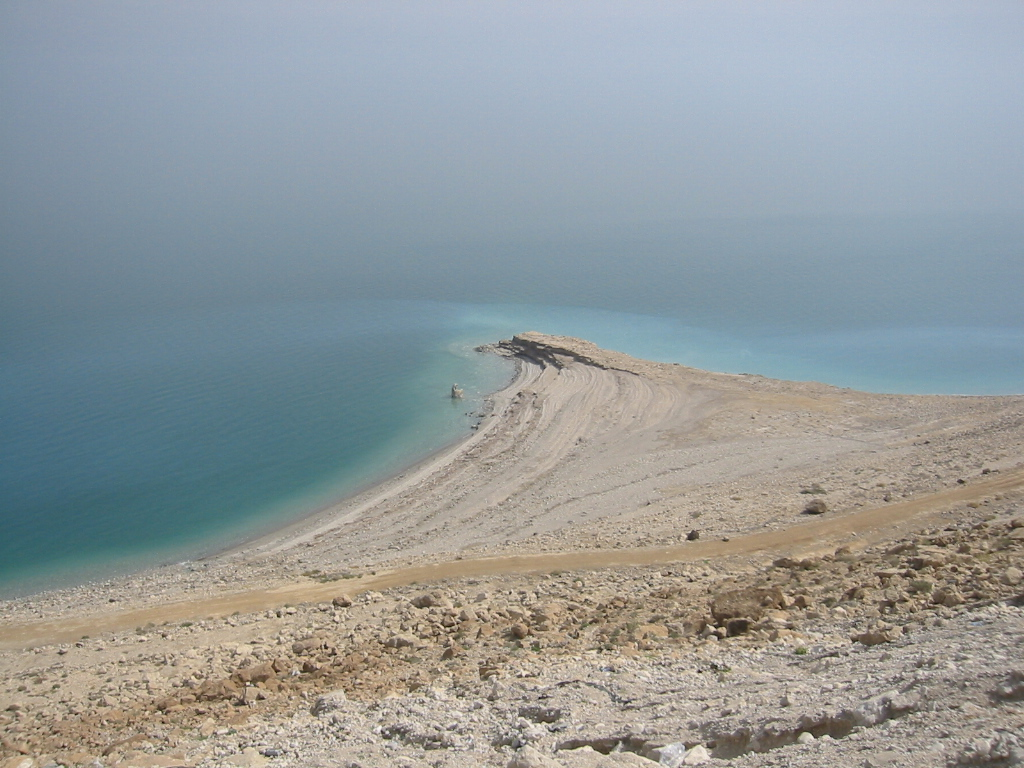
Marea Moartă
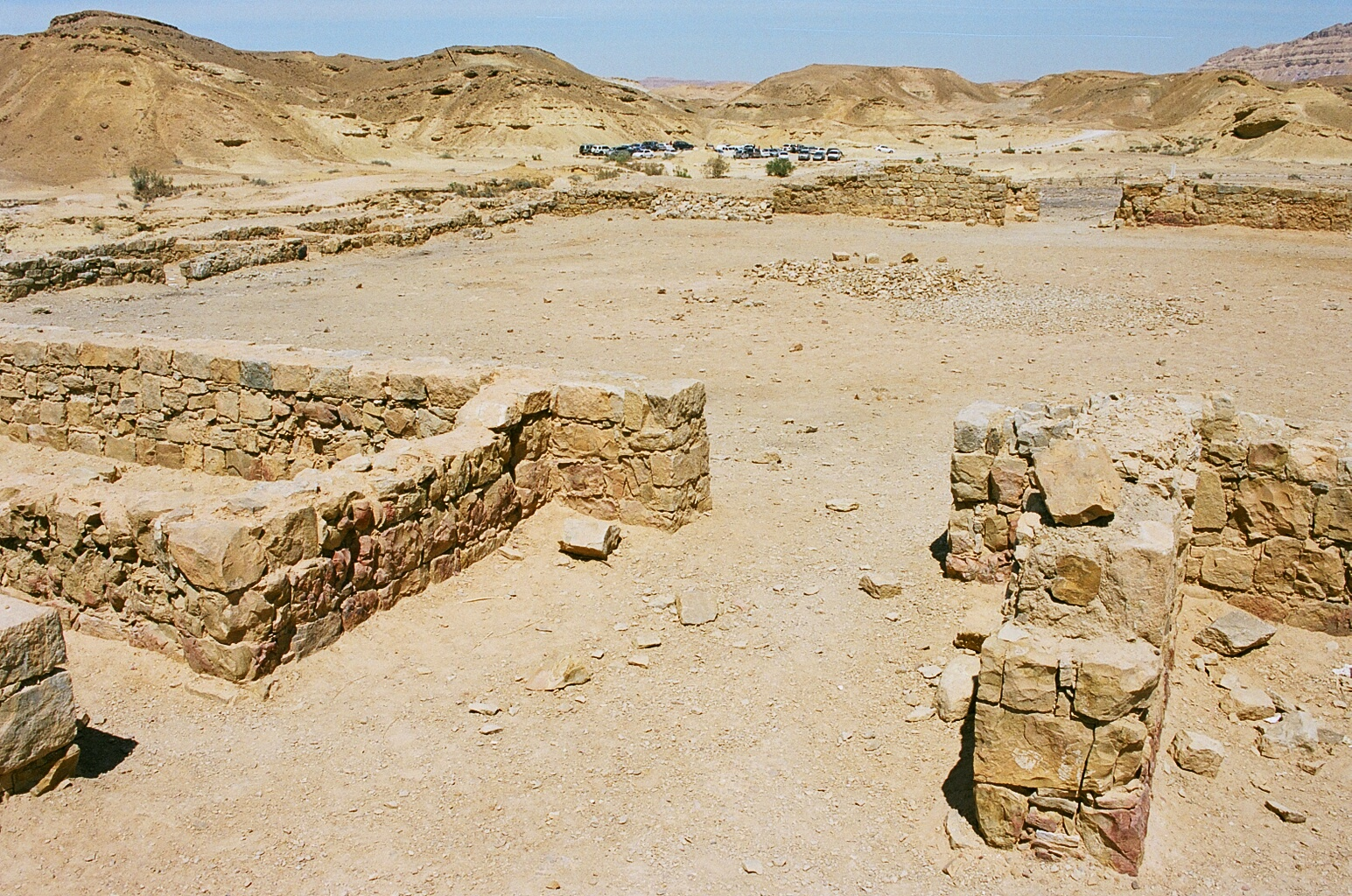
Ruinele de la Qumran
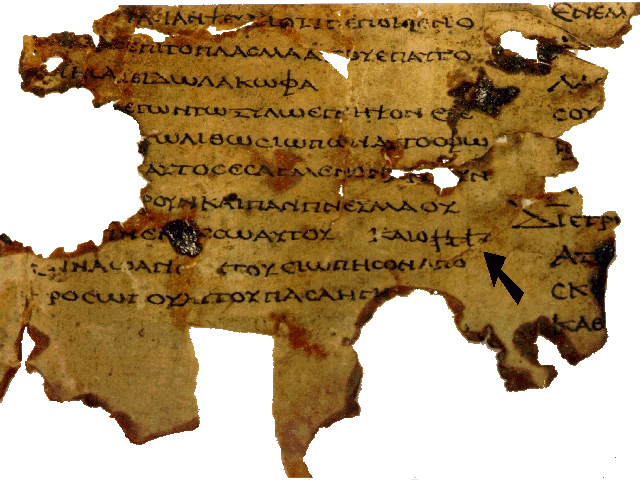
Fragment de papirus
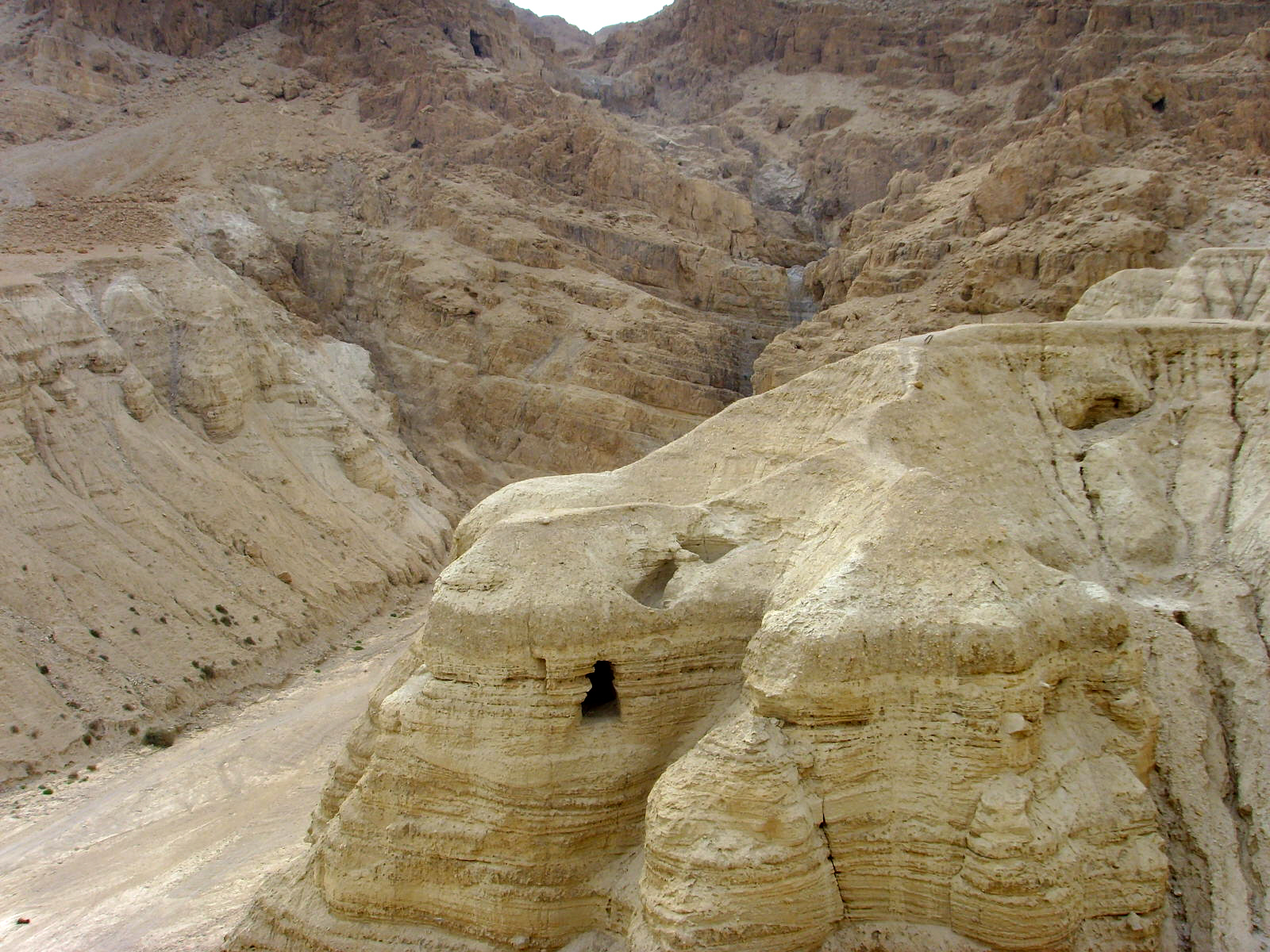
Grotele de la Qumran